# Elevación de Lord Howe

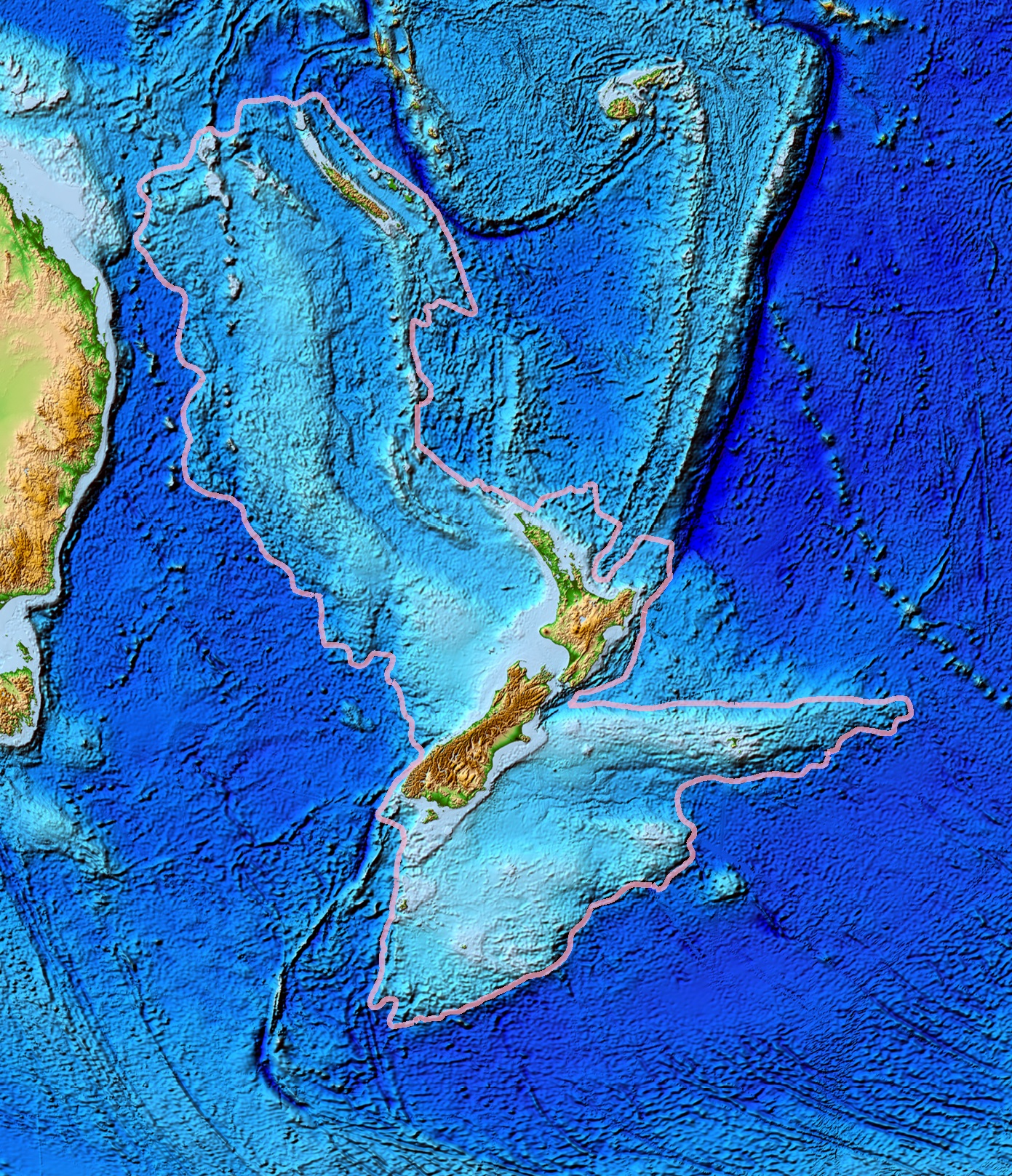
La elevación de Lord Howe es parte del continente llamado Zealandia.

La elevación de Lord Howe (en inglés, Lord Howe Rise) es una elevación submarina que se extiende desde el sudoeste de Nueva Caledonia hasta la meseta Challenger, al oeste de Nueva Zelanda. Tiene al oeste la cuenca de Tasmania y al este la cuenca de Nueva Caledonia.
Tiene en total un área de 1.500.000 km², y de media está sumergida entre 1500 y 2500 metros bajo el nivel del mar. Es parte del continente llamado Zealandia, un continente que en la actualidad está sumergido casi en su totalidad. Se separó del oeste de Australia por una falla que en la actualidad es una dorsal oceánica que ha quedado a 800 km de la costa australiana, y que estuvo activa hace entre 80 y 60 millones de años.
La isla de Lord Howe y la Pirámide de Ball son la cumbre de una elevación situada en el centro este de la elevación, en una zona llamada la plataforma de Lord Howe.
Más al norte están los arrecifes de Elizabeth y Middleton, parte de las islas del Mar del Coral, considerados como los arrecifes situados más al sur del planeta.
Gran parte de la cuenca aún no ha sido explorada en búsqueda de reservas de gas o petróleo.